# باچ جانسون
باچ جانسون (انگلیسی: Butch Johnson؛ زادهٔ ۳۰ آگوست ۱۹۵۵) کماندار اهل ایالات متحده آمریکا بود.
وی در مسابقات کشوری و بین‌المللی در مجموع برندهٔ ۳ مدال طلا، ۱ مدال نقره، ۳ مدال برنز شده‌است.